# جو براون (بازیکن فوتبال، زاده ۱۹۲۹)
جو براون (انگلیسی: Joe Brown; ۲۶ آوریل ۱۹۲۹ – ۳۰ اکتبر ۲۰۱۴) بازیکن فوتبال اهل بریتانیا بود.
از باشگاه‌هایی که در آن بازی کرده‌است می‌توان به باشگاه فوتبال میدلزبرو، باشگاه فوتبال برنلی، و باشگاه فوتبال ای‌اف‌سی بورنموث اشاره کرد.